# Ligustrum sempervirens
Ligustrum sempervirens är en syrenväxtart som först beskrevs av Adrien René Franchet, och fick sitt nu gällande namn av Alexander von Lingelsheim. Ligustrum sempervirens ingår i släktet ligustrar, och familjen syrenväxter. Inga underarter finns listade i Catalogue of Life.